# Halomitra
Halomitra es un género de corales de la familia Fungiidae, orden Scleractinia.

## Especies
El Registro Mundial de Especies Marinas acepta las siguientes especies en el género:
- Halomitra clavator Hoeksema, 1989
- Halomitra pileus (Linnaeus, 1758)

## Morfología
Son colonias grandes y de vida libre, que no están ancladas. Su forma tiende a circular, en ocasiones irregular, siendo las colonias jóvenes frecuentemente aplanadas, pero las adultas con forma de loma o bol, siendo el reverso de su esqueleto, o corallum, de forma cóncava. Los coralitos son numerosos y todos del mismo tamaño. Los septa se disponen perpendiculares al margen y, normalmente, son muy marcados.
Su coloración varía del marrón anaranjado, pasando por el crema, al verde; y, con frecuencia, tienen el margen de color rosa o púrpura. Los tentáculos son cortos, bien espaciados y de un color marrón claro. Presentan unas células urticantes denominadas nematocistos en sus tentáculos, empleadas en la caza de presas del plancton. Las bocas son de color blanco o azul pálido, contrastando sobre el color de la colonia.
Pueden alcanzar los 100 cm de diámetro.

## Alimentación
Los pólipos contienen algas simbióticas llamadas zooxantelas. Las algas realizan la fotosíntesis produciendo oxígeno y azúcares, que son aprovechados por los pólipos, y se alimentan de los catabolitos del coral (especialmente fósforo y nitrógeno). Esto les proporciona entre el 75 y el 95% de sus necesidades alimenticias. El resto lo obtienen atrapando plancton con sus tentáculos.

## Reproducción
Como todos los corales duros, se reproduce, tanto sexual, como asexualmente. En la reproducción sexual expulsan esperma y huevos al tiempo, consiguiendo la fertilización externa. El óvulo fecundado evoluciona a larva plánula, que deambula por la columna de agua hasta fijarse en el sustrato. La supervivencia de estas plánulas es pequeña, puesto que sirven de alimento a diversas especies marinas. Una vez en el sustrato, evolucionan a pólipo. Posteriormente, comienzan a secretar su esqueleto de carbonato cálcico y configuran la colonia coralina, reproduciéndose asexualmente por gemación o fragmentación.

## Hábitat y distribución
Suele encontrarse en suelos blandos del arrecife, de aguas superficiales, protegidas y soleadas, como las de las lagunas coralinas.
Su rango de profundidad es entre los 3 y los 25 m.
Su distribución geográfica comprende el océano Indo-Pacífico, desde la costa este africana hasta las islas del Pacífico central.